# Helena Demuth

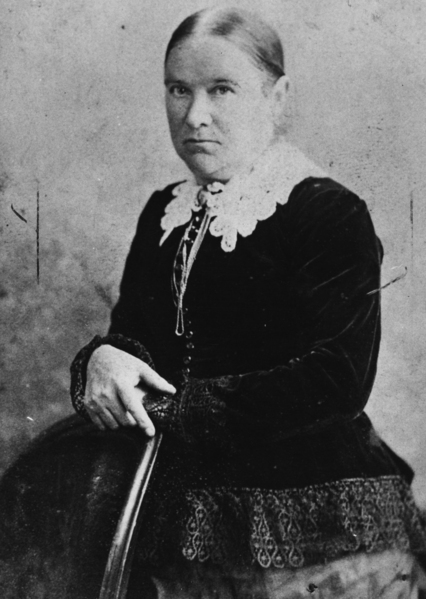
Lenchen Demuth, 1870er Jahre

Helena „Lenchen“ Demuth (* 31. Dezember 1820 in St. Wendel, Saarland; † 4. November 1890 in London) war die Haushälterin des Ehepaares Jenny und Karl Marx und Mutter von dessen Sohn Frederick (Freddy).

## Leben
Helena Demuth war das fünfte von sieben Kindern des Tagelöhners und Bäckers Michel Demuth (1788–1826) und seiner Frau Maria Katharine geborene Creutz (1791–1848). Ihre Eltern hatten am 16. Februar 1808 in St. Wendel geheiratet. Nach dem frühen Tod des Vaters geriet die Familie in Armut, sodass Helena schon als Kind eine Stelle als Dienstmädchen annehmen musste.
Im Jahr 1837 kam sie als solches in das Haus des Regierungsrats Johann Ludwig von Westphalen in Trier. Dessen Ehefrau Caroline wiederum schickte sie 1845 zur Unterstützung ihrer mit Karl Marx verheirateten Tochter Jenny nach Brüssel. Von Mai 1857 bis zu ihrem Tod 1862 arbeitete auch ihre fast fünfzehn Jahre jüngere Halbschwester Anna Maria Creuz, genannt Marianne, im Haushalt der Familie Marx.
Helena Demuth folgte der Familie Marx 1848 nach Paris, 1848/49 nach Köln, 1849 wieder nach Paris und dann 1849 ins endgültige Exil nach London. Sie war nicht nur Köchin, sondern auch eine gute Freundin der Kinder, die sie Nimmy nannten. Gelegentlich spielte sie auch Schach mit Karl Marx, der gegen sie verlor, wie Wilhelm Liebknecht erzählte.
Am 23. Juni 1851 brachte Helena Demuth einen unehelichen Sohn von Karl Marx zur Welt, der den Namen Henry Frederick Demuth erhielt und „Freddy“ genannt wurde. Offiziell gab seine Mutter den Namen des Vaters nicht preis, und dieser wird auch in der Geburtsurkunde nicht genannt. Um Marx’ politischen Gegnern keinen Stoff für eine Skandalgeschichte zu liefern, räumte Friedrich Engels inoffiziell ein, der Vater des Jungen zu sein. Erst auf seinem Sterbebett soll er Eleanor Marx Freddys wahre Herkunft enthüllt haben. Eleanor Marx bezeichnete ihn aber schon zuvor als ihren ‚Halbbruder‘. Karl Marx’ Frau Jenny bemühte sich im Oktober 1851 um eine Amme für Freddy bei der Familie Devalek in Brüssel, die auch ihren Sohn Edgar 1847 versorgt hatte. Später wurde er bei der Londoner Handwerkerfamilie Lewis in Pflege gegeben, deren Namen er mit seinem vereinigte. Da es sich nicht mit den Moralvorstellungen der späteren Bolschewiki vertrug, dass Marx „fremdgegangen“ sein sollte, was bereits um die Jahrhundertwende allen sozialistischen Führern bekannt war, wurden alle diesbezüglichen Dokumente auf Befehl von Stalin am 2. Januar 1934 als geheim deklariert und der Forschung entzogen. Erst Werner Blumenberg machte 1962 das „Demuth-Geheimnis“ mit der Veröffentlichung eines Briefes der Haushälterin Louise Freyberger allgemein bekannt.

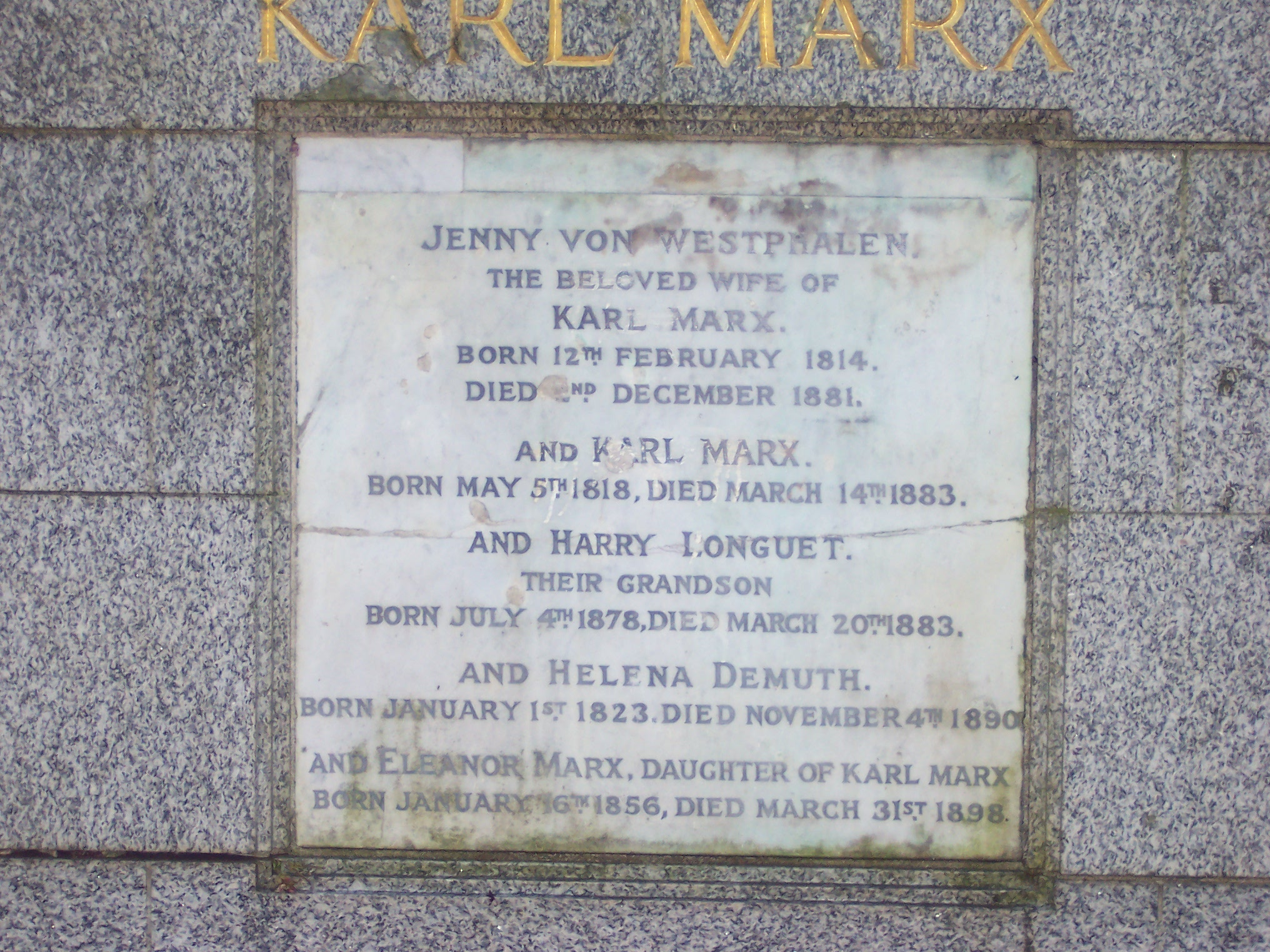
Grabplatte vom Familiengrab der Familie Marx auf dem Highgate Cemetery mit Nennung von Helena Demuth

Nach Marx' Tod im Jahr 1883 zog Helena Demuth zu Engels, dem sie fortan den Haushalt führte. Gemeinsam mit ihm ordnete sie Marx' historischen Nachlass und entdeckte dabei die Manuskripte zum zweiten Band des Kapitals.
Im Oktober 1890 erkrankte Helena Demuth an Krebs und starb am 4. November. In ihrem Testament vom 4. November 1890 bedachte sie ihren Sohn Frederick Lewis Demuth als Universalerben mit 95 £ und ihrem persönlichen Besitz. Auf Wunsch von Marx' Töchtern Eleanor und Laura Lafargue wurde sie im Familiengrab der Familie Marx auf dem Highgate Cemetery beigesetzt. Engels hielt eine Trauerrede an ihrem Grab. In einem Brief an den Neffen von Helena Demuth, Adolf Riefer, schrieb Engels: „Die Verstorbene hat ein Testament gemacht, worin sie den Sohn einer verstorbenen Freundin den sie von klein auf sozusagen an Kindesstatt angenommen und der sich allmählig zu einem braven & tüchtigen Mechaniker herausgebildet, Frederick Lewis, zu ihrem alleinigen eingesetzt hat. Derselbe hat seit längerer Zeit aus Dankbarkeit und mit ihrer Einwilligung den Namen Demuth angenommen.“

## Eintragung in dasConfession book
Helena Demuth trug sich am 1. März 1868 folgendermaßen ein.
| Frage                                                                  | Antwort                                                                            |
| ---------------------------------------------------------------------- | ---------------------------------------------------------------------------------- |
| Ihre Lieblingstugend (Your favourite virtue)                           | Entschlossenheit (Decision)                                                        |
| … Eigenschaft beim Mann (… quality in man)                             | Mut (courage)                                                                      |
| … bei der Frau (… in woman)                                            | Gute Laune (Good temper)                                                           |
| Hauptmerkmal (Chief characteristic)                                    | Die Liebe zu den kleinen Marxens (Love to the young Marxens)                       |
| Auffassung vom Glück (Idea of happiness)                               | Eine Mahlzeit essen, die ich nicht gekocht habe (To eat a dinner I hav'nt created) |
| … Unglück (… misery)                                                   | Von anderen abhängig zu sein (To be dependent on others)                           |
| Laster, das ich entschuldige (Vice I excuse)                           | Verschwendung (Prodigality)                                                        |
| … verabscheue (… deteste)                                              | Egoismus (Egotism)                                                                 |
| Was Sie ablehnen (Your aversion)                                       | einen Geizhals (a miser)                                                           |
| Die Person, welche ich am wenigsten mag (The character I most dislike) | Ferdinand Lassalle (Lasalle)                                                       |
| Lieblingsbeschäftigung (Favourite occupation)                          | Luftschlösser bauen (Building castles in the air)                                  |
| … Held (… Hero)                                                        | Mein größter Suppentopf (My biggest saucepan)                                      |
| … Heldin (… Heroine)                                                   | Meine Kaffeekanne (My coffeepot)                                                   |
| … Dichter (… Poet)                                                     | Der, von dem ich am wenigsten kenne (The one I know least of)                      |
| … Schriftsteller (… Prose writer)                                      | Eugène Sue (Eugène Sue)                                                            |
| … Blume (… Flower)                                                     | Rose (Rose)                                                                        |
| … Farbe (… Colour)                                                     | Blau (Blue)                                                                        |
| … Gericht (… Dish)                                                     | Schwein (Pork)                                                                     |
| … Maxime (… Maxim)                                                     | Leben und leben lassen!                                                            |

Helen Demuth
March 1st/68

## Ehrungen

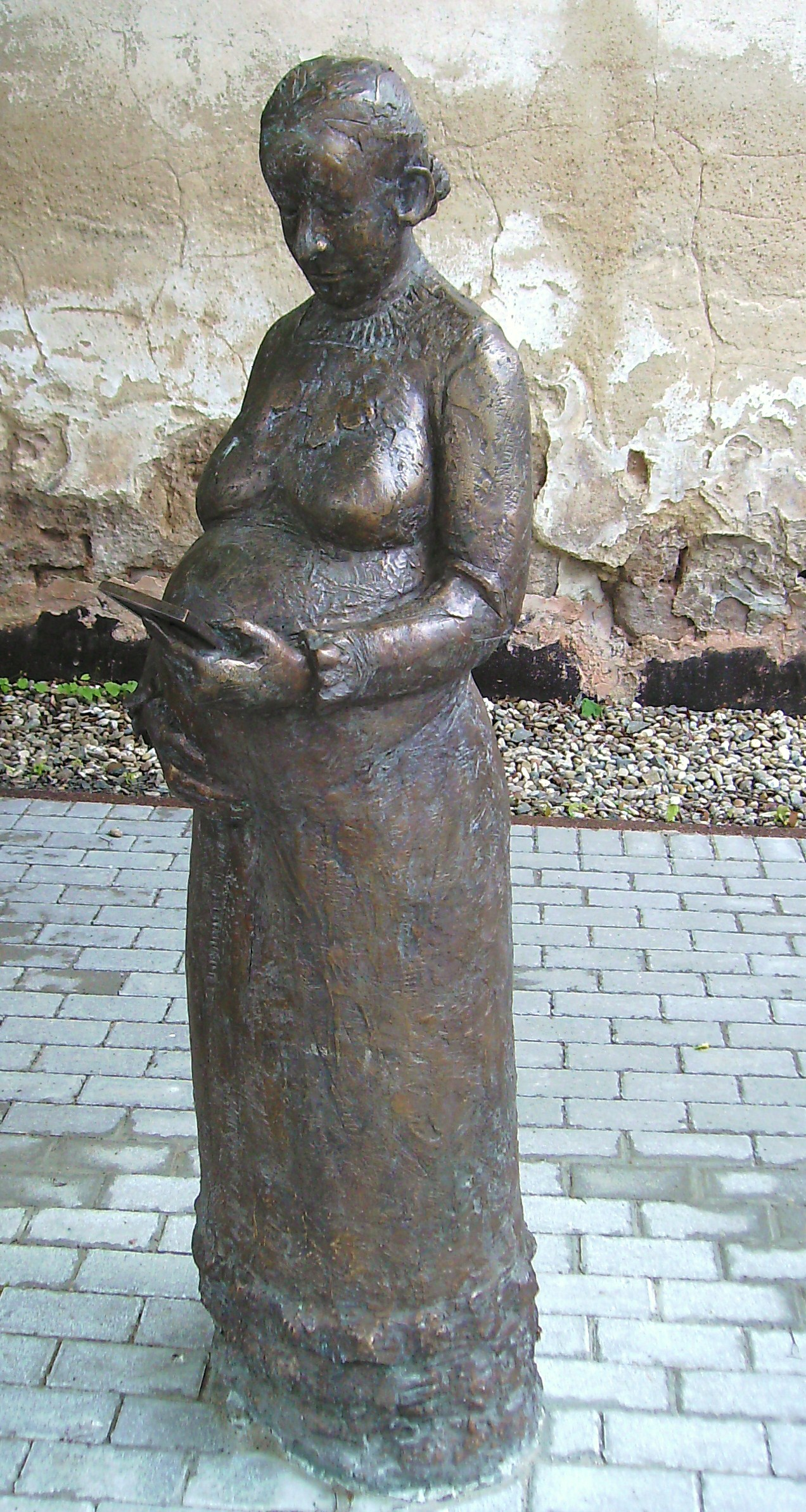
Bronzeplastik Lenchen Demuth von Kurt Tassotti (Standort: alte Stadtmauer in St. Wendel)

Nach ihr wurde die Helene-Demuth-Schule in St. Wendel benannt, eine Förderschule, die allerdings 2011 mit der Buchwaldschule in Mosberg-Richweiler zur Bliestalschule in Oberthal fusionierte. 2012 wurde in St. Wendel in der Balduinstraße zur Erinnerung eine fast lebensgroße Bronze-Statue von Lenchen Demuth (Künstler: Kurt Tassotti) in dem örtlichen Bereich, in dem zu diesem Zeitpunkt noch ihr Elternhaus vermutet wurde, aufgestellt. Das tatsächliche Elternhaus stand aber im „Graben“.